# Cocotropus astakhovi
Cocotropus astakhovi är en fiskart som beskrevs av Prokofiev 2010. Cocotropus astakhovi ingår i släktet Cocotropus och familjen Aploactinidae. Inga underarter finns listade i Catalogue of Life.